# 방수차
방수차(放水車, water truck)는 화재 또는 시위 등을 진압하기 위해 일정 압력으로 물을 뿜어낼 수 있는 장치를 탑재한 자동차이다.

## 같이 보기
- 물대포
- 살수차